# Михайлівська Борщагівка
Миха́йлівська Борщагі́вка — історична місцевість міста Києва.

## Історія
1526 року річка Борщівка та поле Михайлівське біля неї згадуються серед переліку володінь Михайлівського монастиря. Над річкою існували монастирські хутори, один із яких був предтечею Михайлівської Борщагівки. В описі 1686 року всі ці хутори згадано як пусті селища. 
На початку XVIII століття, коли розпочалося нове заселення, у селі було лише 2 хати. 1781 року, згідно з описом Київського намісництва, їх було 
вже 17. Село активно зростало: 1787 року тут мешкало 105 жителів.
1900 року в 106 дворах мешкало 609 жителів, така сама кількість населення була й 1913-го. Працював вітряк, що належав Тихонові Сафонову. 1913 року працювали бакалії Григорія Коваленка та Оксентія Рудька, а також склад пива Якова Ріхерта. 
1923 року село увійшло до складу Микільсько-Борщагівської сільської ради. 1926-го в селі мешкало 826 жителів, було 175 дворів. Під час голодомору 1932-1933 років з 879 селян загинуло 270.
Михайлівська Борщагівка поділялася на 5 невеликих місцевостей: Верби (нинішні вулиці Вербівська та Стратонавтів), Долина (центральна частина сел — район перетину вулиці Миколи Трублаїні та вулиці 9 Травня), Чевалаки (кінцева частина вулиці Трублаїні), Макаюди (вулиця Якова Качури) та Гайок (залишився від сусіднього села Микільська Борщагівка; кінець вул. Трублаїні, район будинків № 34-48 по вулиці Симиренка) разом з Михайлівським кладовищем.
Куток Мули, який лежав на північний захід від вулиці 9 Травня та куток Черепки, розташований на місці сучасної промислової забудови на перехресті проспекту Корольова та вулиці Кікабідзе, знесено у 2-й половині 1980-х. 
У Михайлівській Борщагівці протікає річечка, яка названа офіційно Борщагівкою, але має також кілька інших назв — Желянь, Жилка, Нивка. Вона бере початок від Голосіївських озер, протікає через Теремки-2, Жуляни, під залізницею, іде паралельно вулиці Якова Качури. У 1980 році при забудові Південної Борщагівки її пустили під землю. Далі річище проходить через Софіївську та Петропавлівську Борщагівки, Катеринівку і закінчується, впадаючи в р. Ірпінь.